# Samegrelo-Horní Svanetie
Samegrelo-Horní Svanetie, též (z gruz.) Samegrelo-Zemo Svaneti (gruzínsky სამეგრელო-ზემო სვანეთის მხარე, Samegrelo-Zemo Svanetis mchare), je gruzínský kraj (region, gruz. mchare) nacházející se na západě země. Skládá se z historických provincií Samegrelo (též Mingrelie nebo Megrelie), Horní Svanetie (též Zemo Svaneti) a krajské metropole Zugdidi.

## Základní údaje
Rozloha tohoto regionu 7441 km² představuje až 10,6 % rozlohy Gruzie a žije v něm na 330761 obyvatel. Hustota osídlení je tak okolo 44,45 obyvatel na km². Obyvatelstvo je nejvíce soustředěno v krajském městě Zugdidi a ve větších okresních městech. Samegrelo-Zemo Svaneti hraničí na severovýchodě s regionem Rača-Lečchumi a Dolní Svanetie, na jihovýchodě s regionem Imereti a na jihu s regionem Gurie. Na západě pak má hranici se separatistickou republikou Abcházie.

## Geografie

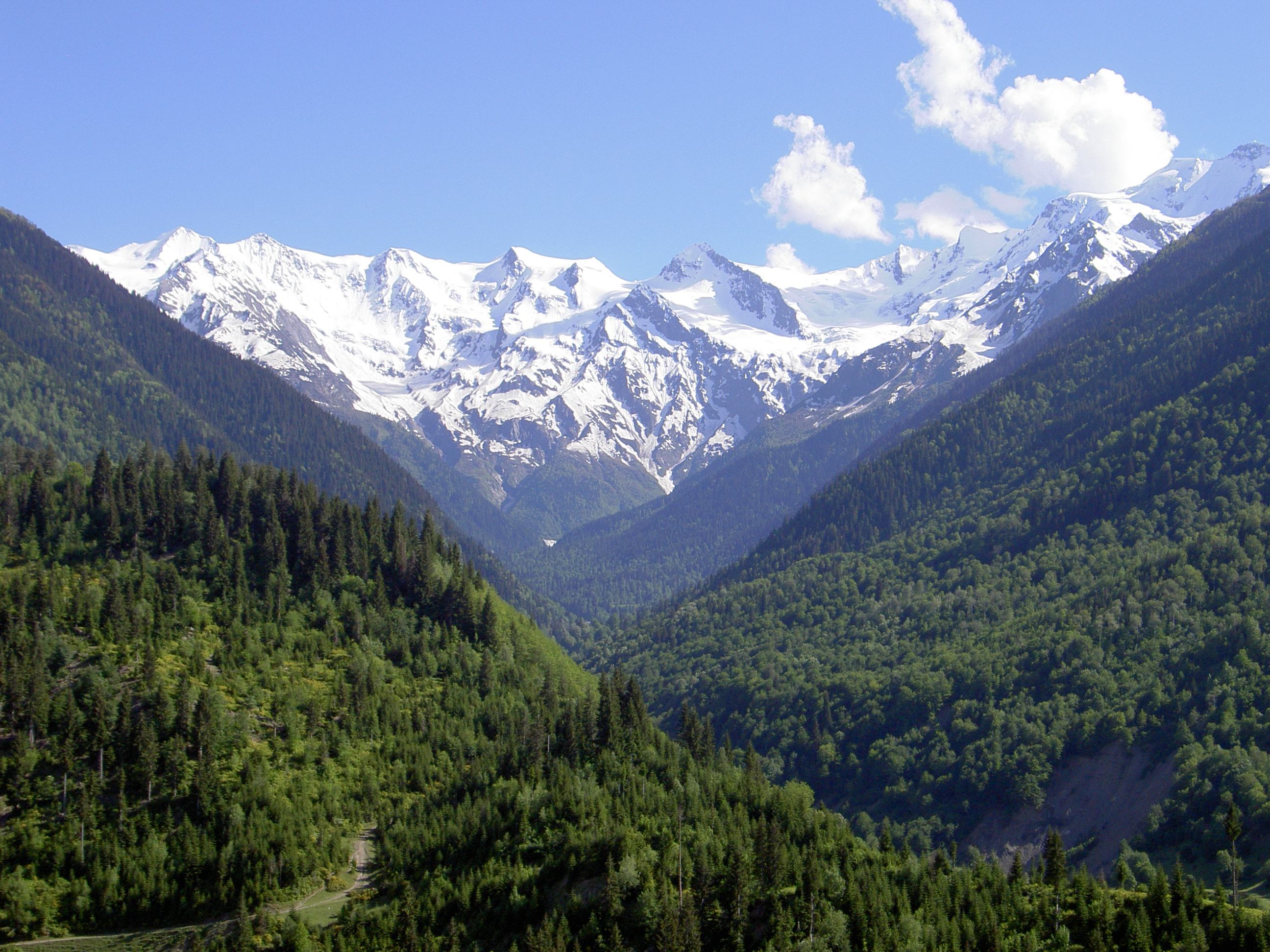

Terén regionu Samegrelo-Horní Svanetie je velmi členitý. Na jihozápadě kraje se nachází pobřeží Černého moře, do kterého se vlévá řeka Rioni tekoucí přes kolchidskou nížinu, tvořící jih regionu. Na sever od Kutaisi se terén postupně zvedá do nadmořských výšek k tisíci metrům nad mořem a ve Svanetii krajina přerůstá až ve vysokohorský terén Svanetského hřebene, kde se nachází nejvyšší hora Gruzie Šchara (5201 m) a přes hranici s Ruskem i Elbrus, nejvyšší hora Velkého Kavkazu. Výraznou část plochy regionu zaujímají lesy, jež zabírají podle odhadů 3 tisíce km², tedy asi 40 % rozlohy kraje.
Zatímco u moře a v nížině převládá spíše subtropické klima, v horském pásmu na severu kraje vládne mírné, až subalpinské a alpinské podnebí.
V Samegrelu-Horní Svanetii se nachází více než dva tisíce řek, říček a potoků. Nejvýznamnější jsou Chobisckali (150 km), Techuri (101 km), Abašisckali (66 km). Krajem protékají i jiné významné řeky, například Inguri (94 km), Rioni (88 km) a Cchenisckali (44 km), které ovšem pramení jinde (jsou ve skutečnosti delší, než je uvedeno v závorkách, kde je pouze napsáno, jak je dlouhé jejich koryto na území kraje) a jejich význam celkově převyšuje význam pro tento region. Význam mají spíše menší horské říčky s velkým spádem, díky nimž je možné provozovat v kraji, hlavně ve Svanetii, velké množství vodních elektráren, které produkují až 13 % (přes 3 miliony kilowatt) veškeré elektřiny vyrobené v Gruzii tímto způsobem.
Kromě řek se v kraji nachází i několik jezer, z nichž nejvýznamnější je Paliastomi, a přehrada zvaná Džvari nebo častěji Inguri. V regionu se vyskytuje také velké množství podzemní vody, která tvoří až 25 % veškerých místních zásob vody.

## Hospodářství
Jak už bylo popsáno výše, významnou část hospodářství tohoto regionu tvoří výroba elektřiny. Region ovšem nenabízí jen to, nachází se zde mnoho nalezišť nerostných surovin. V okrese Chobi jsou ložiska ropy a zemního plynu a v deltě řeky Rioni se nacházejí bohatá naleziště rašeliny. Významná jsou i ložiska vysoce kvalitního mramoru, rudy síranu barnatého či arsenu nebo sádrovce. V regionu se těží i suroviny využitelné pro stavební práce, jakými jsou vápenec, obkladový kámen, písek, štěrk a glaukonit. Na řece Enguri se ještě nacházejí roztroušeně malá ložiska zlata.
Region Samegrelo-Horní Svanetie je sice surovinově bohatý, ale obyvatelstvo se živí převážně zemědělstvím. Věnuje se mu téměř 350 tisíc lidí, což představuje takřka 75 % z celkového počtu obyvatel regionu.
Další oblastí hospodářství, která se v regionu provozuje, je turistický ruch. Kraj disponuje díky krásné zachovalé přírodě, historickým centrům měst a dalším památkám velkým množstvím sportovního či kulturního vyžití. Za zmínku stojí například muzeum v Zugdidi a vysoké hory ve Svanetii s malebnými středověkými vesničkami, zapsané na seznamu světového kulturního dědictví UNESCO. Ke zdárnému rozvoji turismu musí ovšem kraj vynaložit značné finance na zřízení potřebné sítě hotelů a restaurací.

## Administrativní členění
Region Samegrelo-Horní Svanetie se dále dělí na devět nižších administrativně-správních celků - 8 municipalit a město Poti.
1. Město Poti
2. Municipalita Abaša (správní centrum Abaša)
3. Municipalita Zugdidi (správní centrum Zugdidi)
4. Municipalita Martvili (správní centrum Martvili)
5. Municipalita Mestia (správní centrum Mestia)
6. Municipalita Senaki (správní centrum Senaki)
7. Municipalita Čchorocku (správní centrum Čchorocku)
8. Municipalita Calendžicha (správní centrum Calendžicha)
9. Municipalita Chobi (správní centrum Chobi)